# Вілер (Орегон)
Вілер (англ. Wheeler) — місто (англ. city) в США, в окрузі Тілламук штату Орегон. Населення — 422 особи (2020).

## Географія
Вілер розташований за координатами 45°41′14″ пн. ш. 123°53′14″ зх. д. / 45.68722° пн. ш. 123.88722° зх. д. (45.687265, -123.887169).  За даними Бюро перепису населення США в 2010 році місто мало площу 1,33 км², уся площа — суходіл.

## Демографія
Згідно з переписом 2010 року, у місті мешкало 414 осіб у 197 домогосподарствах у складі 97 родин. Густота населення становила 310 осіб/км².  Було 289 помешкань (217/км²).
Расовий склад населення:
| - 96,6 % — білих - 0,5 % — азіатів - 0,2 % — вихідців з тихоокеанських островів - 0,2 % — корінних американців - 1,2 % — осіб інших рас |

До двох чи більше рас належало 1,2 %. Частка іспаномовних становила 3,4 % від усіх жителів.
За віковим діапазоном населення розподілялося таким чином: 12,3 % — особи молодші 18 років, 56,3 % — особи у віці 18—64 років, 31,4 % — особи у віці 65 років та старші. Медіана віку мешканця становила 57,4 року. На 100 осіб жіночої статі у місті припадало 85,7 чоловіків;  на 100 жінок у віці від 18 років та старших — 82,4 чоловіків також старших 18 років.
Середній дохід на одне домашнє господарство  становив 52 401 долар США (медіана — 34 896), а середній дохід на одну сім'ю — 60 005 доларів (медіана — 42 917). Медіана доходів становила 70 156 доларів для чоловіків та 42 500 доларів для жінок. За межею бідності перебувало 9,0 % осіб, у тому числі 8,8 % дітей у віці до 18 років та 5,2 % осіб у віці 65 років та старших.
Цивільне працевлаштоване населення становило 145 осіб. Основні галузі зайнятості: мистецтво, розваги та відпочинок — 35,2 %, виробництво — 20,7 %, освіта, охорона здоров'я та соціальна допомога — 16,6 %.